# Etta James Rocks the House
Etta James Rocks the House — концертний альбом американської ритм-енд-блюзової співачки Етти Джеймс, випущений в 1964 році лейблом Argo.
У 1964 році альбом посів 96-е місце у чарті Billboard 200 журналу «Billboard».

## Опис
Після успішних студійних альбомів At Last! та The Second Time Around Etta James Rocks the House став першим концертним альбомом Джеймс записаним на Chess Records, який вийшов на дочірньому Argo. Записаний у ніч з 27 на 28 вересня 1963 року у клубі New Era Club в Нашвіллі, штат Теннессі. У 1964 році альбом посів 96-е місце в хіт-параді The Billboard 200 журналу «Billboard».
1992 року MCA Records перевидав альбом на CD, до якого увійшли не видані на LP композиції «Ain't That Lovin' You Baby», «All I Could Do Was Cry» та «I Just Want to Make Love to You».
2008 року альбом був включений до Зали слави блюзу.

## Список композицій
1. «Something's Got a Hold on Me» (Етта Джеймс, Лерой Кіркленд, Перл Вудс) — 5:02
2. «Baby, What You Want Me to Do» (Джиммі Рід) — 4:14
3. «What'd I Say» (Рей Чарльз) — 3:15
4. «Money (That's What I Want)» (Джейні Бредфорд, Беррі Горді, мл.) — 3:22
5. «Seven Day Fool» (Біллі Девіс, Беррі Горді, мл., Санні Вудс) — 4:20
6. «Sweet Little Angel» (Роберт Макколлум) — 4:14
7. «Ooh Poo Pah Doo» (Джессі Гілл) — 4:04
8. «Woke Up This Morning» (Б. Б. Кінг, Жуль Тауб) — 3:38

Бонус-треки перевидання на CD
1. «Ain't That Loving You Baby» (Джиммі Рід) — 2:51*
2. «All I Could Do Was Cry» (Біллі Девіс, Гвен Фукуа, Беррі Горді, мл.) — 3:21*
3. «I Just Want to Make Love to You» (Віллі Діксон) — 3:40*

## Учасники запису
- Етта Джеймс — вокал
- Девід Т. Вокер — гітара
- Меріон Райт — бас
- Фрімен Браун, Річард Вотерс — ударні
- Вонзелл Купер — орган
- Геврелл Купер — тенор-саксофон

Технічний персонал
- Ральф Басс — продюсер
- Дана Кінг — інженер
- Дон Бронстайн — дизайн обкладинки
- Дж. Б. ЛеКрой — фотографія

## Хіт-паради
Альбоми
| Рік  | Чарт          | Позиція |
| ---- | ------------- | ------- |
| 1964 | Billboard 200 | 96      |